# Asbolos
Pour les articles homonymes, voir Asbolos (homonymie) et Asbolus.

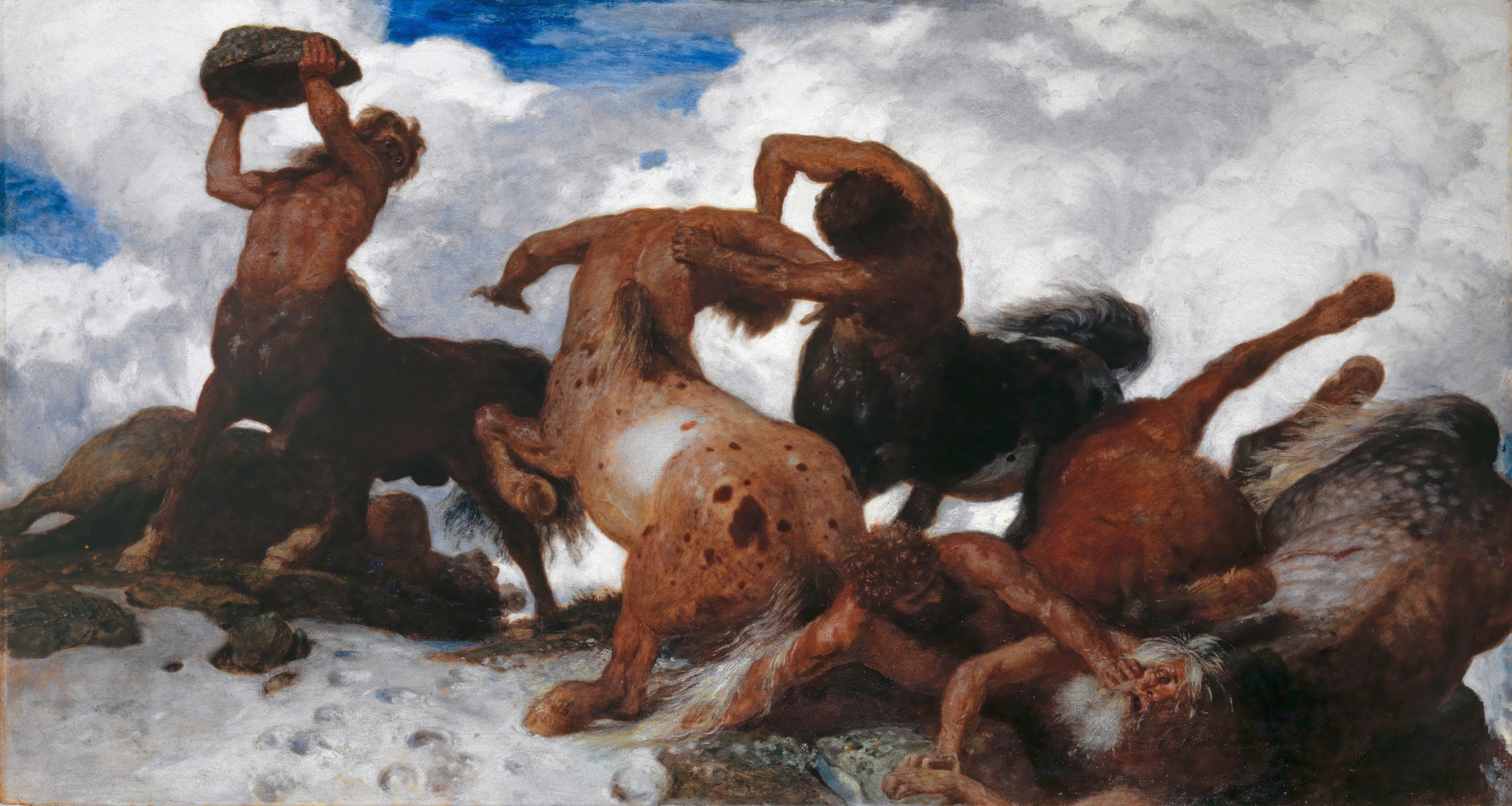
Le combat des centaures

Dans la mythologie grecque, Asbolos (« suie ») est un centaure devin qui lisait les augures dans le vol des oiseaux. Lorsqu'Héraclès vint visiter le centaure Pholos, ce dernier ouvrit pour lui un pot de vin qui appartenait à tous les Centaures. Asbolos vit Pholos le faire et réunit les autres centaures. Une bataille s'ensuivit au cours de laquelle Asbolos fut tué des mains d'Héraclès, tandis que Chiron et Pholos furent empoisonnés par les flèches trempées dans le sang de l'Hydre de Lerne.